# Treppenhaus (Apache-207-Album)
Treppenhaus ist das Debütalbum des deutschen Rappers und Sängers Apache 207. Es erschien am 31. Juli 2020 über das zu Four Music gehörende Label TwoSides als Standard-Edition und Boxset.

## Produktion
An der Produktion des Albums waren 13 verschiedene Musikproduzenten beteiligt. So wurden die Lieder Beifahrersitz, Boot und Nur noch einen Schluck von Stickle produziert, während die Musik zu Sie ruft, Fame und Matrix jeweils von Lucry und Suena stammt. Juh-Dee produzierte zusammen mit Young Mesh die Songs 28 Liter und Bläulich sowie gemeinsam mit Kyree das Stück Unterwegs. Weitere Produktionen stammen von Macloud und Miksu (Nie verstehen), WorstBeatz, Lovus und Kemelion (Auf und Ab) sowie von Goldfinger und Riddla (Stimmen).

## Covergestaltung
Das Albumcover zeigt Apache 207, der oberkörperfrei auf einer weißen Treppe steht und die Hände vor dem Körper verschränkt. Er trägt eine Sonnenbrille und Schmuck sowie eine weiße Hose und weiße Schuhe. Der Titel Treppenhaus befindet sich in Grau am unteren Bildrand, vor seinen Füßen. Im Hintergrund sind blauer Himmel und Wolken zu sehen.

## Titelliste
| #  | Titel                  | Produzent(en)               | Länge |
| -- | ---------------------- | --------------------------- | ----- |
| 1  | 28 Liter               | Juh-Dee, Young Mesh         | 2:53  |
| 2  | Sie ruft               | Lucry, Suena                | 2:32  |
| 3  | Fame                   | Lucry, Suena                | 2:54  |
| 4  | Beifahrersitz          | Stickle                     | 3:00  |
| 5  | Unterwegs              | Juh-Dee, Kyree              | 2:52  |
| 6  | Bläulich               | Juh-Dee, Young Mesh         | 3:16  |
| 7  | Stimmen                | Goldfinger, Riddla          | 3:16  |
| 8  | Boot                   | Stickle                     | 3:13  |
| 9  | Auf und Ab             | Kemelion, Lovus, WorstBeatz | 2:40  |
| 10 | Nur noch einen Schluck | Stickle                     | 2:59  |
| 11 | Nie verstehen          | Macloud, Miksu              | 2:58  |
| 12 | Matrix                 | Lucry, Suena                | 3:05  |

## Rezeption
| Professionelle Bewertungen | Professionelle Bewertungen |
| -------------------------- | -------------------------- |
| Kritiken                   |                            |
| Quelle                     | Bewertung                  |
| laut.de                    | [ 6 ]                      |

Dominik Lippe von der Internetseite laut.de bewertete Treppenhaus mit drei von möglichen fünf Punkten. Er bezeichnet Apache 207 als „Ein-Mann-Boygroup“ und meint, das Album wäre eine „hervorragende EP“ geworden, „wenn sich Apache auf die erste Hälfte beschränkt hätte“. Allerdings verwiesen „die inhaltlichen Paradoxa und das wiederholt auftretende Missverhältnis zwischen Musik und Text […] zumeist nicht erkennbar auf einen tieferen Sinn“. Während der Song Bläulich als ein „echtes Highlight“ bezeichnet wird, treibe beim Lied Boot „die Produktion stromabwärts in Richtung Belanglosigkeit“.

## Kommerzieller Erfolg

### Chartplatzierungen und Singles
Treppenhaus stieg am 7. August 2020 auf Platz eins in die deutschen Albumcharts ein und konnte sich 116 Wochen in den Top 100 halten. Es handelt sich hierbei, nach Platte, um den zweiten Top-10- sowie Charterfolg in den deutschen Albumcharts für Apache 207. Am 9. August 2020 erreichte das Album auch in der Schweizer Hitparade und am 14. August 2020 auch in den Ö3 Austria Top 40 Platz eins, womit er jeweils sein erstes Nummer-eins-Album in den Schweizer und österreichischen Albumcharts verbuchen konnte. Darüber hinaus erreichte das Album auch die Chartspitze der deutschen deutschsprachigen Albumcharts sowie ebenfalls die Spitzenposition der deutschen Hip-Hop-Charts. In den Hip-Hop-Charts ist es nach Platte bereits der zweite Nummer-eins-Erfolg für Apache 207.
In den deutschen Album-Jahrescharts 2020 erreichte Treppenhaus Platz 13, in Österreich Position 33 und in der Schweiz Rang 47. Auch in den Jahreshitparaden 2021 konnte sich das Album auf Platz 75 in Deutschland platzieren.
| ChartsChartplatzierungen | Höchstplatzierung | Wochen |
| ------------------------ | ----------------- | ------ |
| Deutschland (GfK)        | 1 (116 Wo.)       | 116    |
| Österreich (Ö3)          | 1 (48 Wo.)        | 48     |
| Schweiz (IFPI)           | 1 (29 Wo.)        | 29     |

| ChartsJahrescharts (2020) | Platzierung |
| ------------------------- | ----------- |
| Deutschland (GfK)         | 13          |
| Österreich (Ö3)           | 33          |
| Schweiz (IFPI)            | 47          |

| ChartsJahrescharts (2021) | Platzierung |
| ------------------------- | ----------- |
| Deutschland (GfK)         | 75          |

| ChartsJahrescharts (2023) | Platzierung |
| ------------------------- | ----------- |
| Deutschland (GfK)         | 69          |

Die erste Single Matrix erschien am 24. Februar 2020 zum Download und erreichte Platz zwei in Deutschland. Die zweite Auskopplung Fame wurde am 8. Mai 2020 veröffentlicht und belegte die Spitzenposition in den deutschen, österreichischen und Schweizer Charts. Auch die folgenden Singles Boot, Bläulich und Unterwegs erreichten in Deutschland die Chartspitze. Nach Albumveröffentlichung stieg zudem das Lied Sie ruft auf Platz eins in die deutschen Charts ein. Es ist der erste Song in der deutschen Chartgeschichte, der nicht als Single veröffentlicht wurde und die Spitze erreichte.

### Auszeichnungen für Musikverkäufe
Für mehr als 100.000 verkaufte Einheiten erhielt Treppenhaus in Deutschland im Dezember 2022 eine Goldene Schallplatte. In der Schweiz wurde das Album für über 10.000 verkaufte Einheiten im Jahr 2021 ebenfalls mit einer Goldenen Schallplatte ausgezeichnet.
| Land/Region        | Auszeichnungen für Musikverkäufe (Land/Region, Auszeichnung, Verkäufe) | Verkäufe |
| ------------------ | ---------------------------------------------------------------------- | -------- |
| Deutschland (BVMI) | Gold                                                                   | 100.000  |
| Schweiz (IFPI)     | Gold                                                                   | 10.000   |
| Insgesamt          | 2× Gold ·                                                              | 110.000  |